# Mu isamaa on minu arm
Mu isamaa on minu arm (Mein Vaterland ist meine Liebe) war ursprünglich ein estnisches Gedicht von Lydia Koidula. Vertont wurde es zuerst von Aleksander Kunileid anlässlich des ersten estnischen Sängerfestes im Jahr 1869. Populärer als diese Vertonung ist jene von Gustav Ernesaks aus dem Jahr 1944. Sie wurde 1947 zum ersten Mal beim Sängerfest aufgeführt und galt seitdem als inoffizielle Nationalhymne des von der Sowjetunion besetzten Estland. Das Lied in der Vertonung Gustav Ernesaks’ spielte eine wesentliche Rolle während der Singenden Revolution (laulev revolutsioon), mit der die Esten 1991 ihre Unabhängigkeit wiedererlangten.

## Text
| Text des Gedichts von Lydia Koidula | Text des Liedes |
| --- | --- |
| Mo issama on minno arm! Mo issama on minno arm, Kel süddant annud ma, Sull’ laulan ma, mo üllem õn, Mo õitsew Eestima! So wallo süddames mul keeb, So õn ja rõõm mind rõõmsaks teeb, Mo issama! Mo issama on minno arm, Ei tedda jätta ma, Ja peaks sadda surma ma Sepärrast surrema! Kas laimab wõera kaddedus, Sa siiski ellad süddames, Mo issama! Mo issama on minno arm, Ja tahhan puhkada, So rüppe heidan unnele, Mo pühha Eestima! So linnud und mull’ laulawad, Mo põrmust lilled õitsetad, Mo issama! | Mo isamaa on minu arm. Mo isamaa on minu arm, kell’ südant annud ma, sull’ laulan ma, mo ülem õn, mo õitsew Eestimaa! So walu südames mul keeb, so õn ja rõõm mind rõõmsaks teeb, mo isamaa, mo isamaa, mo isamaa! Mo isamaa on minu arm, ei teda jätta ma, ja peaks sada surma ma seepärast surema! Kás laimab wõera kadedus, sa siiski elad südames, mo isamaa, mo isamaa, mo isamaa! Mo isamaa on minu arm, ja tahan puhkada, so rüppe heidan unele, mo püha Eestimaa! So linnud und mull’ laulawad, mo põrmust lilled õitsetad, mo isamaa, mo isamaa, mo isamaa! |

## Freie Übersetzung des Liedes ins Deutsche
Mein Vaterland ist meine Liebe,

der ich mein Herz gegeben habe.

Dir singe ich, mein höchstes Glück,

mein blühendes Estland!

Dein Schmerz kocht in meinem Herz,

dein Glück und Freud’ machen mich froh,

mein Vaterland, mein Vaterland!

Mein Vaterland ist meine Liebe,

die ich nicht verlassen werde,

und müsste ich ihretwegen

hundert Tode sterben!

Ob verleumdet durch des Fremden Neid,

du lebst dennoch in meinem Herz,

mein Vaterland, mein Vaterland!

Mein Vaterland ist meine Liebe,

und ich möchte ausruhen,

mich in deinen Schoß betten,

mein heiliges Estland!

Deine Vögel werden mich in den Schlaf singen,

aus meiner Asche werden Blumen erblühen,

mein Vaterland, mein Vaterland!